# Windows95Man
Teemu Keisteri, plus connu sous le nom de scène de Windows95man  est un artiste visuel et DJ finlandais né le 22 août 1985 à Espoo en Finlande.
Il a été sélectionné pour représenter la Finlande au Concours Eurovision de la chanson 2024 à Malmö avec sa chanson No Rules.

## Biographie

### Enfance et études
Teemu Keisteri naît le 22 août 1985 à Espoo en Finlande. Il étudie la photographie à l'Institut de design de Lahti. Il déclare que c'est au cours de ses études qu'il a découvert qu'il était plus un artiste visuel qu'un photographe. il possède sa propre galerie d'art, Kalleria, dans le quartier de Kallio à  Helsinki.

### Carrières artistiques
En tant qu'artiste visuel, il se fait connaître en Finlande en 2008 en créant le personnage du Ukkeli (en français : Vieil homme).
Il est également connu en tant que vidéaste, danseur et DJ. En tant que DJ, son style artistique et son apparence s'inspirent de la fin des années 1990, période durant laquelle le système d'exploitation Windows 95 a été produit.

### À Eurovision
Il participe en tant que Windows95Man avec Henri Piispanen (au chant) à l'édition 2024 de Uuden Musiikin Kilpailu, avec la chanson No Rules! . Bien qu'il ait terminé dernier dans le vote du jury, il est arrivé premier au classement général avec 313 points grâce au vote télévisé en Finlande. Il a donc été sélectionné pour représenter son pays au Concours Eurovision de la chanson 2024. Cependant, le Concours Eurovision de la chanson interdit le placement de produits, c'est ainsi que l'Union européenne de radio-télévision lui ont demandé de porter un t-shirt flouté du logo.
Le 12 mai 2024, à l'issue de la finale du Concours Eurovision de la chanson, No Rules! se positionne à la 19e place du classement final, avec un total de 38 points.